# Pierella dracontis
Pierella dracontis är en fjärilsart som beskrevs av Jacob Hübner 1819. Pierella dracontis ingår i släktet Pierella och familjen praktfjärilar. Inga underarter finns listade i Catalogue of Life.